# Ryan Phillippe
Ryan Phillippe (New Castle, Delaware; 10 de septiembre de 1974) es un actor, director y escritor estadounidense. Después de aparecer como Billy Douglas en la telenovela One Life to Live (1992-1993) y debutar en el cine en Marea Roja (1995), saltó a la fama a finales de la década de 1990 con papeles protagónicos en I Know What You Did Last Summer (1997), 54 (1998), Jugando con el corazón (1998) y Crueles intenciones (1999).
A lo largo de la década de 2000 y más allá, Phillippe asumió diversos papeles en películas como The Way of the Gun (2000), Antitrust (2001), Gosford Park (2001), Igby Goes Down (2002), The I Inside (2003), Crash (2004), Banderas de nuestros padres (2006), Breach (2007), Stop-Loss (2008), MacGruber (2010), The Bang Bang Club (2010) y The Lincoln Lawyer (2011).
Fuera del cine, Phillippe apareció en el papel principal de Bob Lee Swagger en Shooter del canal USA Network (2016-2018) y repitió su interpretación de Dixon Piper en la adaptación de MacGruber de Peacock (2021).

## Biografía
Phillippe nació en New Castle, Delaware. Su madre, Susan, dirigía una guardería en la casa de la familia; su padre, Richard Phillippe, era químico. Phillippe tiene tres hermanas  y es en parte de ascendencia francesa. Se graduó en Barbizon en Wilmington, Delaware. 
Phillippe obtuvo un cinturón negro en Tae Kwon Do en su juventud.
En 1997, Phillippe conoció a la actriz Reese Witherspoon en una fiesta por su cumpleaños número 21.  Al año siguiente, la pareja protagonizó juntos Crueles intenciones . Phillippe y Witherspoon, que estaba embarazada de seis meses, se casaron el 5 de junio de 1999, en una pequeña ceremonia en Old Wide Awake Plantation cerca de Charleston, Carolina del Sur. Su hija nació en 1999    y su hijo nació en 2003. El 30 de octubre de 2006, Phillippe y Witherspoon emitieron un comunicado anunciando que se separaban formalmente. Witherspoon solicitó el divorcio el 8 de noviembre de 2006, citando como causa diferencias irreconciliables. A la luz de la falta de un acuerdo prenupcial por parte de la pareja, ella solicitó que el tribunal se negara a otorgar manutención conyugal a Phillippe y pidió la custodia legal compartida y la custodia física exclusiva de los dos hijos de la pareja. Phillippe solicitó la custodia física compartida de los niños el 15 de mayo de 2007 y no buscó ninguna manutención conyugal. El matrimonio de la pareja terminó oficialmente el 5 de octubre de 2007, y los acuerdos finales de divorcio se resolvieron el 13 de junio de 2008, según documentos judiciales. Phillippe y Witherspoon compartieron la custodia compartida de sus hijos.
Phillippe comenzó a salir con la modelo y actriz Alexis Knapp en mayo de 2010; terminaron su relación en septiembre de ese mismo año. Después de su ruptura, Knapp descubrió que estaba embarazada de Phillippe y dio a luz a una hija en 2011.  Phillippe comenzó a salir con la estudiante de derecho Paulina Slagter en 2011. Se comprometieron en 2015 pero terminaron su relación en 2016.  En marzo de 2017, Slagter presentó un informe de acoso ante la policía de Los Ángeles después de que Phillippe la hubiera estado acosando a través de mensajes de texto. En septiembre de 2017, Elsie Hewitt, una exnovia de Phillippe, presentó una demanda contra él por supuestamente golpearla, patearla y arrojarla por las escaleras. La policía de Los Ángeles le concedió a Hewitt una orden de protección de emergencia que indicaba que Phillippe no podía acercarse a ella. En octubre de 2019 se resolvió el caso.

## Trayectoria profesional

### 1990-1996
La carrera como actor de Phillippe comenzó después de firmar con Cathy Parker Management en Voorhees, Nueva Jersey. Poco después, apareció en el drama diurno de ABC One Life to Live. Su personaje, Billy Douglas, al que interpretó de 1992 a 1993, fue el primer adolescente gay en una telenovela diurna. Después de dejar el programa, Phillippe se mudó a Los Ángeles, donde apareció en varios papeles pequeños en varias series de televisión, incluidas Matlock, Due South, la miniserie de televisión The Secrets of Lake Success y películas, incluida la película de 1995 Crimson Tide y la película de 1996 Tormenta Blanca.

### 1997-2001
Fue elegido para la película de terror de 1997, Sé lo que hicisteis el verano pasado . La película fue un éxito y llevó a Phillippe a obtener un mayor renombre y a ser elegido para algunas películas más de alto perfil, incluidas 54 y Playing by Heart en 1998. En 1999, protagonizó Cruel Intentions, una versión moderna de la novela Les Liaisons Dangereuses de Choderlos de Laclos, que también protagonizó la futura esposa de Phillippe, Reese Witherspoon . Fue un éxito entre el público adolescente al que iba dirigido, lo que consolidó la capacidad de Phillippe para interpretar personajes que requieren atractivo sexual. Phillippe también aparece en el vídeo musical de Marcy Playground "Comin' Up From Behind", que aparece en la banda sonora de la película. En los años siguientes, apareció en el drama criminal The Way of the Gun, interpretó a un famoso ingeniero de software en el thriller Antitrust y coprotagonizó Gosford Park de Robert Altman, que fue nominada al Premios Óscar a la Mejor Película.

### 2002-2011
Phillippe tuvo papeles secundarios en las películas Igby Goes Down (2002) y Crash (2005), que ganó el Oscar a la Mejor Película. Su película de 2003 The I Inside se estrenó por cable.
En 2006, Phillippe interpretó al médico de la Armada John Bradley en la vida real en la película de guerra Flags of Our Fathers, dirigida por Clint Eastwood y que sigue el viaje de los marines de los Estados Unidos que izaron la bandera en la batalla de Iwo Jima . Phillippe ha dicho que la película fue la "mejor experiencia" de su carrera debido a su "significado personal" para él  y que habría "dado [su] vida" para luchar en la Segunda Guerra Mundial, señalando que ambos sus abuelos lucharon en la guerra. Su actuación fue recibida positivamente por el crítico de cine Richard Roeper, quien pensó que era la mejor de Phillippe hasta la fecha. El siguiente papel de Phillippe fue en el thriller Breach, en el que interpretó al investigador del FBI Eric O'Neill junto a Chris Cooper. Desde entonces ha comentado que cree que Cooper es "el mejor actor que Estados Unidos tiene para ofrecer". Luego protagonizó Caos, en la que interpreta a un policía; Five Fingers, un drama ambientado en Marruecos ; la película sobre la guerra de Irak, Stop-Loss, de Kimberly Peirce; y el futurista Franklyn.
El siguiente paso para Phillippe fue un raro papel cómico como el teniente Dixon Piper en MacGruber, una película basada en el sketch de Saturday Night Live (SNL) del mismo nombre. Fue lanzado en Estados Unidos y Canadá el 21 de mayo de 2010.  Como parte de la promoción de la película, Phillippe hizo su debut como presentador de SNL el 17 de abril de 2010. Dos días después, el 19 de abril de 2010, Phillippe fue coanfitrión de WWE Raw, también en apoyo de MacGruber. Ese mismo año, Phillippe protagonizó la producción canadiense y sudafricana The Bang-Bang Club, que cuenta la historia de la vida real de los Bang-Bang Club, cuatro fotógrafos sudafricanos cuyas imágenes documentaron el sangriento fin del apartheid. Phillippe interpreta al fotógrafo ganador del Premio Pulitzer Greg Marinovich . El rodaje de la película tuvo lugar en Sudáfrica a partir de marzo de 2009. Phillippe describió el proceso de filmación como "realmente correr y disparar. No hubo comodidades, y realmente lo aprecio". Señaló que la experiencia lo afectó y explicó que "estábamos filmando durante el día en Soweto y fue una procesión interminable de funerales; la muerte es muy común. Los niños allí no tienen calidad de vida. Me ha hecho querer tener más involucrados en organizaciones benéficas con sede en África."  Una primera versión de la película se mostró en el Festival de Cine de Cannes en mayo de 2009,  y la versión final se mostró en Cannes en mayo de 2010.  La película se estrenó oficialmente en septiembre de 2010 en el Festival Internacional de Cine de Toronto de 2010 . Los derechos estadounidenses de la película fueron adquiridos por Tribeca Film, que estrenó la película en el Festival de Cine de Tribeca de 2011 y la estrenó en versión limitada el 22 de abril de 2011.
A mediados de 2010, Phillippe comenzó a filmar la adaptación de la popular novela policíaca The Lincoln Lawyer, asumiendo el papel de Louis Roulet, un rico playboy de Los Ángeles acusado de un crimen del que no está clara su culpabilidad. La película se estrenó el 18 de marzo de 2011, y en general fue bien recibida por los críticos, con una puntuación del 82% en Rotten Tomatoes a finales de marzo de 2011. Phillippe filmó su siguiente proyecto, la película de acción y atracos Setup, en diciembre de 2010 en Grand Rapids, Míchigan. La película se centra en un grupo de jóvenes de Detroit cuyo intento de robar diamantes sale mal y los pone en conflicto con un jefe de la mafia. La película se lanzó directamente en DVD el 20 de septiembre de 2011. Phillippe luego filmó la comedia negra dramática Revenge for Jolly! a mediados de 2011. La película, que cuenta la historia de un hombre decidido a encontrar al asesino de su perro, se estrenó en el Festival de Cine de Tribeca de 2012.  Posteriormente, Phillippe comenzó a trabajar en otra película, Straight A's, en agosto de 2011. Filmada en Shreveport, Luisiana, está protagonizada por Phillippe como un hombre que ha estado entrando y saliendo de rehabilitación durante años y ahora está perseguido por el fantasma de su madre.

### 2012-presente
A partir de noviembre de 2011, Phillippe pasó varios meses filmando un arco de 10 episodios de la quinta y última temporada del programa de televisión aclamado por la crítica Damages.   Interpretando a Channing McClaren, un personaje parecido a Julian Assange, fue su primer papel regular en televisión desde su papel destacado en One Life to Live. La temporada se emitió de julio a septiembre de 2012.   En 2012, Phillippe se centró en su debut como director, Catch Hell, un thriller independiente en el que Phillippe interpreta a un actor de cine en decadencia que debe idear un escape creativo después de ser secuestrado y torturado mientras hacía una película en Shreveport, Luisiana . Además de dirigir, coproducir y protagonizar la película, Phillippe coescribió el guion con Joe Gossett.  Phillippe ha dicho que la película se basa en parte en sus experiencias de vida y las de sus amigos (incluida la filmación de Straight A's en Shreveport en 2011), pero en parte está destinada a ser "una película de terror divertida en la línea de Misery ". El rodaje tuvo lugar en Shreveport en el cuarto trimestre de 2012. La película se estrenó el 10 de octubre de 2014. 
En octubre de 2013, Phillippe comenzó a filmar el thriller de acción Reclaim en Puerto Rico. La película presenta a Phillippe como un hombre estadounidense que viaja a Puerto Rico con su esposa para adoptar a un huérfano de Haití. Después de un enfrentamiento con un lugareño, el niño desaparece.  Reclaim fue lanzado el 19 de septiembre de 2014. En mayo de 2014, ABC eligió el piloto de Secrets and Lies, que se rodó en Charlotte, Carolina del Norte, a principios de 2014. La serie de misterio de 10 episodios debutó el 1 de marzo de 2015, como una entrada de mitad de temporada durante la temporada de televisión estadounidense 2014-15. Está basada en la serie australiana del mismo nombre, con Phillippe interpretando a un hombre de familia que se convierte en el principal sospechoso de asesinato después de descubrir el cuerpo de un niño. Phillippe también estaba vinculado a una serie de posibles papeles cinematográficos futuros, incluido Chronicle, una película que habría sido dirigida por Jay Alaimo y que lo habría visto en una historia "sobre dos amigos de la infancia que se reúnen para lanzar el mayor distribuidor de marihuana en Nueva York". Ciudad de York".
Phillippe, Breckin Meyer, Seth Green y David E. Siegal dirigen una productora llamada Lucid Films. En 2010, Phillippe y Meyer comenzaron a "poner en marcha un programa para Showtime ", sirviendo como productores ejecutivos. La comedia, Heavy and Rolling, cuenta la historia de un conductor de towncar de Manhattan que asume diferentes identidades a medida que avanza hacia la locura. Phillippe también se desempeñó como productor ejecutivo y narrador de Aislado, un documental que sigue a cinco surfistas en su viaje a la remota Nueva Guinea en busca de olas vírgenes.  El documental se estrenó en enero de 2013 en el Festival Internacional de Cine de Santa Bárbara 2013. 
En 2015, Phillippe fue elegido para el papel principal de Bob Lee Swagger en la serie dramática de suspenso Shooter de USA Network, que se estrenó en noviembre de 2016. En febrero de 2020, Phillippe fue anunciado para el papel de Cody Hoyt en la serie dramática criminal de ABC Big Sky, creada por David E. Kelley. En 2021, Phillipe protagonizó la película One Shot, un thriller de acción británico dirigido por James Nunn.

## Filmografía

### Cine
| Año  | Título original                 | Rol                           |
| ---- | ------------------------------- | ----------------------------- |
| 1995 | Crimson Tide                    | Seaman Grattam                |
| 1996 | Lifeform                        | Private Ryan                  |
| 1996 | White Squall                    | Gil Martin                    |
| 1997 | I Know What You Did Last Summer | Barry William Cox             |
| 1997 | Little Boy Blue                 | Jimmy West                    |
| 1997 | Nowhere                         | Shad                          |
| 1998 | 54                              | Shane O'Shea                  |
| 1998 | Homegrown                       | Harlan Dykstra                |
| 1998 | Playing by Heart                | Keenan                        |
| 1999 | Cruel Intentions                | Sebastian Valmont             |
| 2000 | Company Man                     | Rudolph Petrov                |
| 2000 | The Way of the Gun              | Parker                        |
| 2001 | Antitrust                       | Milo Hoffman                  |
| 2001 | Gosford Park                    | Henry Denton                  |
| 2002 | Igby Goes Down                  | Ollie Slocumb                 |
| 2003 | The I Inside                    | Simon Cable                   |
| 2004 | Crash                           | Tommy Hansen                  |
| 2005 | Chaos                           | Shane Dekker                  |
| 2006 | Five Fingers                    | Martijn                       |
| 2006 | Flags of Our Fathers            | John "Doc" Bradley            |
| 2007 | Breach                          | Eric O'Neill                  |
| 2008 | Stop-Loss                       | Brandon Leonard King          |
| 2009 | Franklyn                        | Jonathan Preest / David Esser |
| 2010 | MacGruber                       | Dixon Piper                   |
| 2011 | The Bang Bang Club              | Greg Marinovich               |
| 2011 | The Lincoln Lawyer              | Louis Roulet                  |
| 2011 | Revenge for Jolly!              | Everett Bachmeier             |
| 2011 | Setup                           | Vincent                       |
| 2013 | Straight A's                    | Scott                         |
| 2014 | Catch Hell                      | Reagan Pearce                 |
| 2014 | Reclaim                         | Steven Mayer                  |
| 2015 | Return to Sender                | UPS delivery guy              |
| 2017 | Wish Upon                       | Jonathan Shannon              |
| 2020 | Brothers by Blood               | Charley Flood                 |
| 2020 | The 2nd                         | Vic Davis                     |
| 2021 | Lady of the Manor               | Tanner Wadsworth              |
| 2021 | One Shot                        | Jack Yorke                    |
| 2022 | American Murderer               | Lance Leising                 |
| 2022 | Collide                         | Hunter                        |
| 2022 | Summit Fever                    | Leo                           |
| 2023 | The Locksmith                   | Miller Graham                 |
| 2023 | Miranda's Victim                | John J. Flynn                 |
| 2024 | Prey                            | TBA                           |
| 2025 | Saint Clare                     | Timmons                       |

### Televisión
| Año        | Título original                           | Rol                           | Notas                                                         |
| ---------- | ----------------------------------------- | ----------------------------- | ------------------------------------------------------------- |
| 1992–1993  | One Life to Live                          | Billy Douglas                 |                                                               |
| 1993       | The Secrets of Lake Success               | Stew Atkins                   | Miniserie                                                     |
| 1994       | The Case of the Grimacing Governor        | Robert Fowler                 | Película para TV                                              |
| 1994       | Due South                                 | Del Porter                    | Episodio: "The Gift of the Wheelman"                          |
| 1994       | Matlock                                   | Michael                       | Episodio: "The Scandal"                                       |
| 1995       | Deadly Invasion: The Killer Bee Nightmare | Tom Redman                    | Película para TV                                              |
| 1996       | Chicago Hope                              | David Holgren                 | Episodio: "Women on the Verge"                                |
| 1996       | The Outer Limits                          | Rusty Dobson                  | Episodio: "Straight and Narrow"                               |
| 2000       | King of the Hill                          | Wally                         | Voz; episodio: "Twas the Nut Before Christmas"                |
| 2010       | Nick Swardson's Pretend Time              | Handsome guy                  | Episodio: "Powdered Doughnuts Make Me Go Nuts"                |
| 2010       | Saturday Night Live                       | Host / Various                | Episodio: "Ryan Phillippe / Ke$ha"                            |
| 2010       | WWE Raw                                   | Dixon Piper                   | 1 episodio                                                    |
| 2012       | Damages                                   | Channing McClaren             | 10 episodios                                                  |
| 2012, 2014 | The Eric Andre Show                       | él mismo                      | Episodios: "Ryan Phillippe", "Naturi Naughton; Ryan Philippe" |
| 2014       | Men at Work                               | él mismo                      | Episodio: "I Take Thee, Gibbs"                                |
| 2015       | Drunk History                             | Benjamin Hayes                | Episodio: "Los Angeles"                                       |
| 2015       | Robot Chicken                             | George Taylor / Reggie Mantle | Episodio: "Cake Pillow"                                       |
| 2015       | Secrets and Lies                          | Ben Crawford                  | Rol principal (temporada 1)                                   |
| 2016–2018  | Shooter                                   | Bob Lee Swagger               | Escritor y rol principal                                      |
| 2016       | SmackDown Live                            | él mismo                      | 1 episodio                                                    |
| 2017       | Brooklyn Nine-Nine                        | Milton Boyle                  | Episode: "The Bank Job"                                       |
| 2017       | Famous in Love                            | él mismo                      | Episodio: "Fifty Shades of Red"                               |
| 2019       | Historical Roasts                         | Julius Caesar                 | Episodio: "Cleopatra"                                         |
| 2020       | Big Sky                                   | Cody Hoyt                     | Personaje principal                                           |
| 2020       | Will & Grace                              | él mismo                      | Episodio: "Bi-Plane"                                          |
| 2021       | MacGruber                                 | Dixon Piper                   | 8 episodios                                                   |
| 2022       | I Love That for You                       | él mismo                      | Episodios: "Point of No Returns", "Shop Cancer's Ass"         |

### Videos musicales
| Año  | Título                                        | Artista  |
| ---- | --------------------------------------------- | -------- |
| 1999 | "Every You Every Me"                          | Placebo  |
| 2004 | "Hey Ya!"                                     | Outkast  |
| 2023 | "The Most Wanted Person in the United States" | 100 gecs |

## Premios y nominaciones
| Año  | Premiación                          | Nominación                                                       | Resultado | Notas                           |
| ---- | ----------------------------------- | ---------------------------------------------------------------- | --------- | ------------------------------- |
| 1998 | Blockbuster Entertainment Awards    | Favorite Supporting Actor: Horror                                | Nom       | I Know What You Did Last Summer |
| 1999 | Golden Raspberry Awards             | Worst Actor                                                      | Nom       | 54                              |
| 1999 | Teen Choice Awards                  | Film – Choice Actor                                              | Nom       | Cruel Intentions                |
| 1999 | Teen Choice Awards                  | Film – Sexiest Love Scene (compartido con Reese Witherspoon)     | Nom       | Cruel Intentions                |
| 2000 | Golden Slate (Hungary)              | Best Actor in a Leading Role                                     | Nom       | 54                              |
| 2000 | MTV Movie Awards                    | Best Male Performance                                            | Nom       | Cruel Intentions                |
| 2001 | Teen Choice Awards                  | Film – Choice Actor                                              | Nom       | Antitrust                       |
| 2002 | Critics Choice Awards               | Best Acting Ensemble                                             | Ganador   | Gosford Park                    |
| 2002 | Florida Film Critics Circle Awards  | Best Ensemble Cast                                               | Ganador   | Gosford Park                    |
| 2002 | Online Film Critics Society Awards  | Best Ensemble                                                    | Ganador   | Gosford Park                    |
| 2002 | Phoenix Film Critics Society Awards | Best Acting Ensemble                                             | Nom       | Gosford Park                    |
| 2002 | Satellite Awards                    | Outstanding Motion Picture Ensemble                              | Ganador   | Gosford Park                    |
| 2002 | Screen Actors Guild Awards          | Outstanding Performance by a Cast of a Theatrical Motion Picture | Ganador   | Gosford Park                    |
| 2005 | Gotham Awards                       | Best Ensemble Cast                                               | Nom       | Crash                           |
| 2006 | Black Reel Awards                   | Best Ensemble                                                    | Ganador   | Crash                           |
| 2006 | Screen Actors Guild Awards          | Outstanding Performance by a Cast in a Motion Picture            | Ganador   | Crash                           |
| 2008 | Teen Choice Awards                  | Choice Movie Actor: Drama                                        | Nom       | Stop-Loss                       |
| 2009 | Prism Awards                        | Performance in a Feature Film                                    | Nom       | Stop-Loss                       |
| 2014 | Pencil Award                        | Best Actor                                                       | Ganador   |                                 |